# Klettergipfel

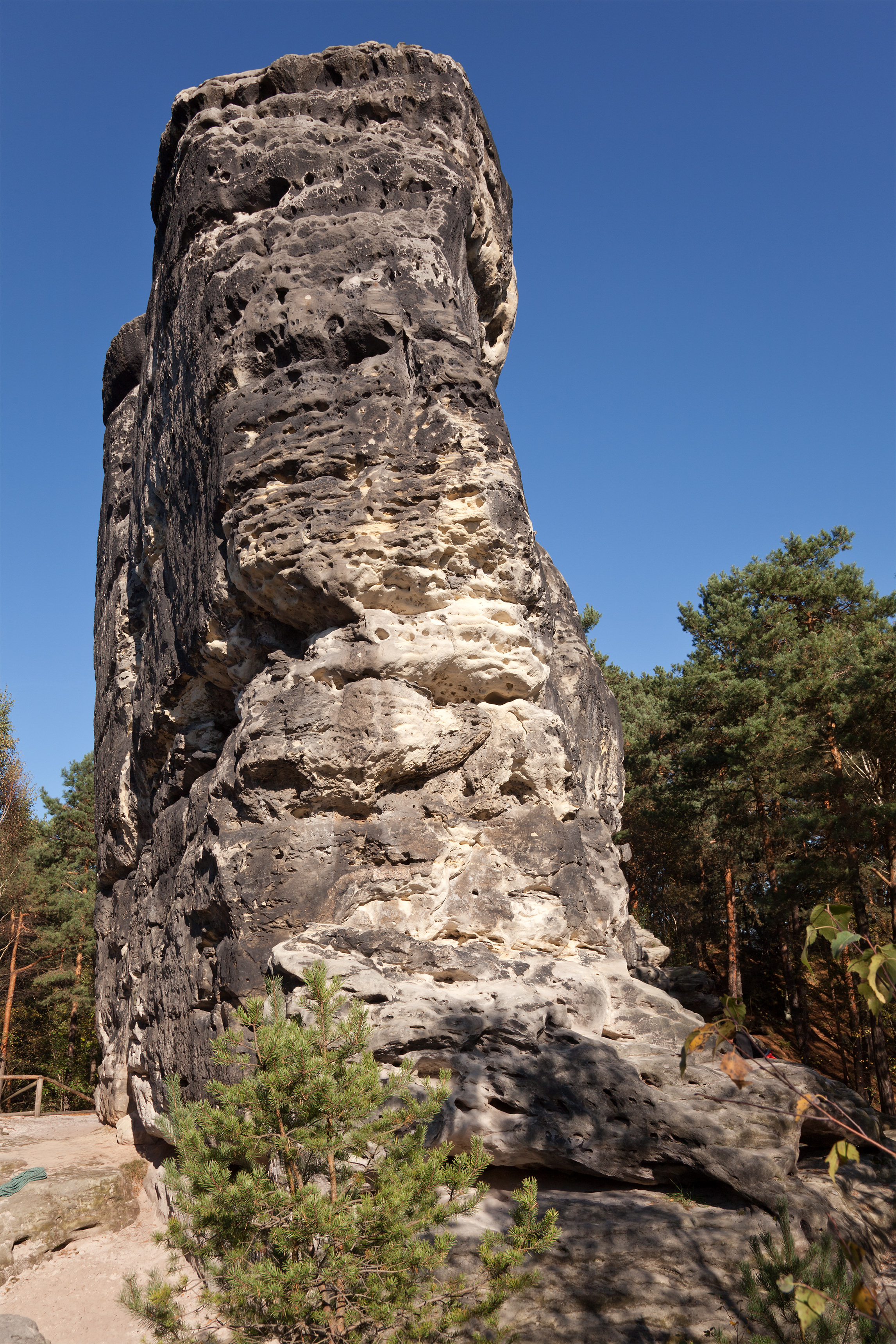
Der Klettergipfel Nonne bei Rathen

Als Klettergipfel bezeichnet man in den Klettergebieten Sächsische Schweiz, Zittauer Gebirge sowie den Klettergebieten in angrenzenden Mittelgebirgen freistehende Felsen, die nur durch Kletterei mindestens der Schwierigkeit I auf der UIAA-Skala oder durch Sprung von benachbarten Felsen oder Massiven zu erreichen sind. Im Regelfall wird dafür eine Schartenhöhe von mindestens 10 m als erforderlich angesehen. In der Sächsischen Schweiz verlangen die 
Sächsischen Kletterregeln allerdings keine Mindesthöhe, sondern definieren Klettergipfel lediglich als „freistehende Felsen, die […] nur durch Kletterei oder durch Überfall, Übertritt oder Sprung von benachbarten Felsen zu ersteigen sind […].“ Weitere Voraussetzung ist die Anerkennung durch die zuständige Fachkommission des SBB sowie die zuständige Naturschutzbehörde. Für Wanderer sind diese anerkannten Gipfel oft am vorhandenen Gipfelbuch und der Abseilöse zu erkennen.
In anderen Klettergebieten, so etwa in der Böhmischen Schweiz gibt es jedoch auch Ausnahmen. Dort brauchen Klettergipfel nur über eine bedeutende Wand zu verfügen – die niedrigste Seite darf dabei weniger als 10 m messen, muss aber zumindest 6 m hoch sein.